# سان خوسيه (محافظة)

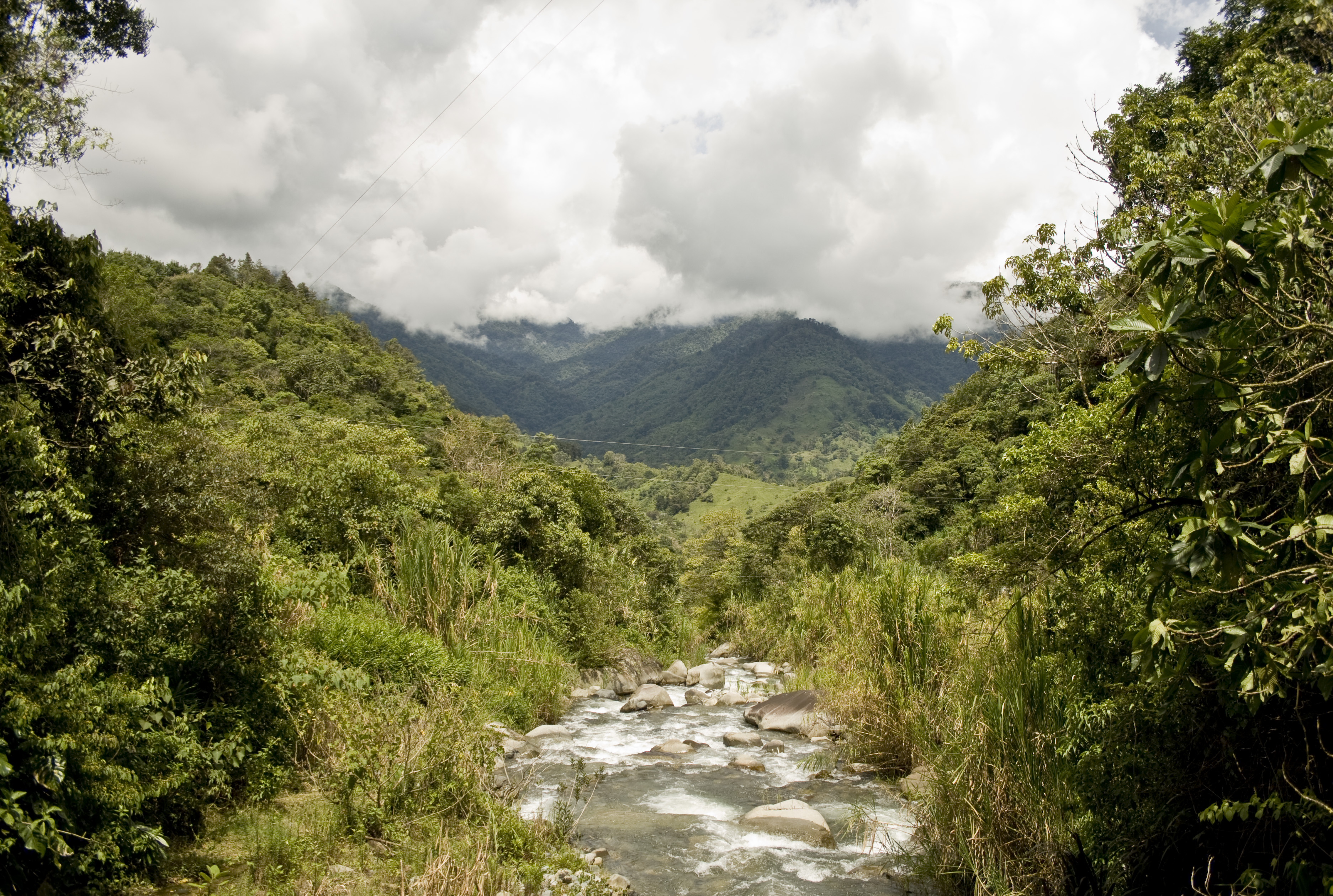
نهر بلانكو، مقاطعة بيريز زيليدون. معظم الأنهار في محافظة سان خوسيه ضحلة وضيقة وغالبًا ما تمر عبر تضاريس جبلية، مما يجعل من المستحيل التنقل فيها.

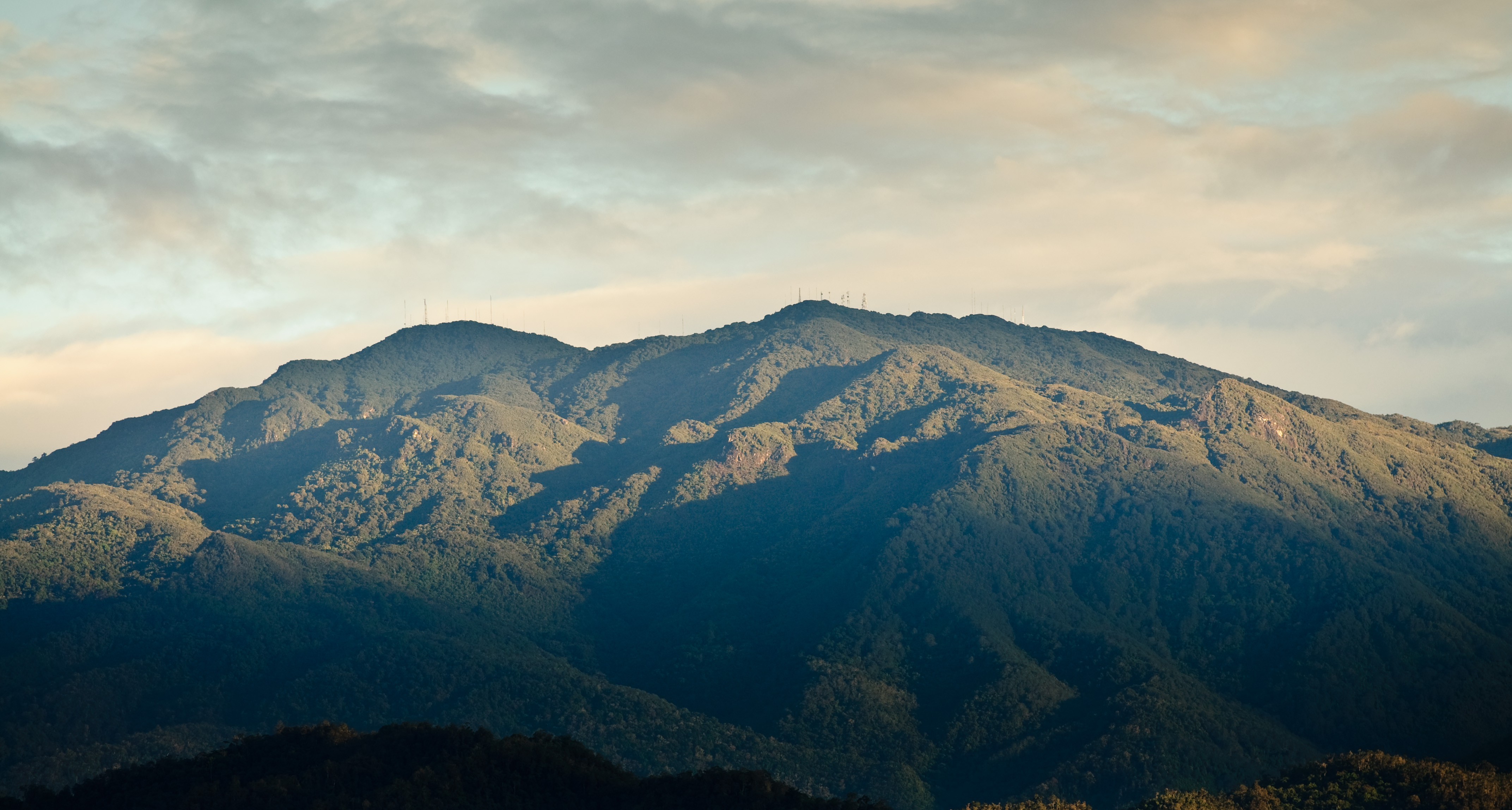
سيرو دي لا مويرتي، جنوب شرق المحافظة

سان خوسيه (تلفظ بالإسبانية: ‎/saŋ xoˈse/‏) هي إحدى محافظات كوستاريكا. تقع في الجزء الأوسط من البلاد، وتحدها (في اتجاه عقارب الساعة بدءًا من الشمال) محافظات الأخويلا وإيريذيا وليمون وكارتاغو وبونتاريناس. عاصمة المحافظة والعاصمة الوطنية هي سان خوسيه. تبلغ مساحة المقاطعة 4 965,9 كم2. ويبلغ عدد سكانها 1 404 242 نسبة.

## التقسيمات
تنقسم محاحظة سان خوسيه إلى 20 كانتونًا.
كانتون (العاصمة) :
1. سان خوسيه (سان خوسيه)
2. إسكاثو (إسكاثو)
3. ديسامبارادوس (ديسامبارادوس)
4. بوريسكال (سانتياغو)
5. تاراسو (سان ماركوس)
6. آسيري (آسيري)
7. مورا (سيوداد كولون)
8. غويكوتشيا (غوادالوبي)
9. سانتا آنا (سانتا آنا)
10. الأخويليتا (الأخويليتا)
11. فاسكيز دي كورونادو (سان إيسيدرو)
12. أكوستا (سان إجناسيو)
13. تيباس (سان خوان)
14. مورافيا (سان فيسينتي)
15. مونتيس دي أوكا (سان بيدرو)
16. توروباريس (سان بابلو)
17. دوتا (سانتا ماريا)
18. كوريدابات (كوريدابات)
19. بيريز زيليدون (سان إيسيدرو دي إل جنرال)
20. ليون كورتيس كاسترو (سان بابلو)